# Masterboy

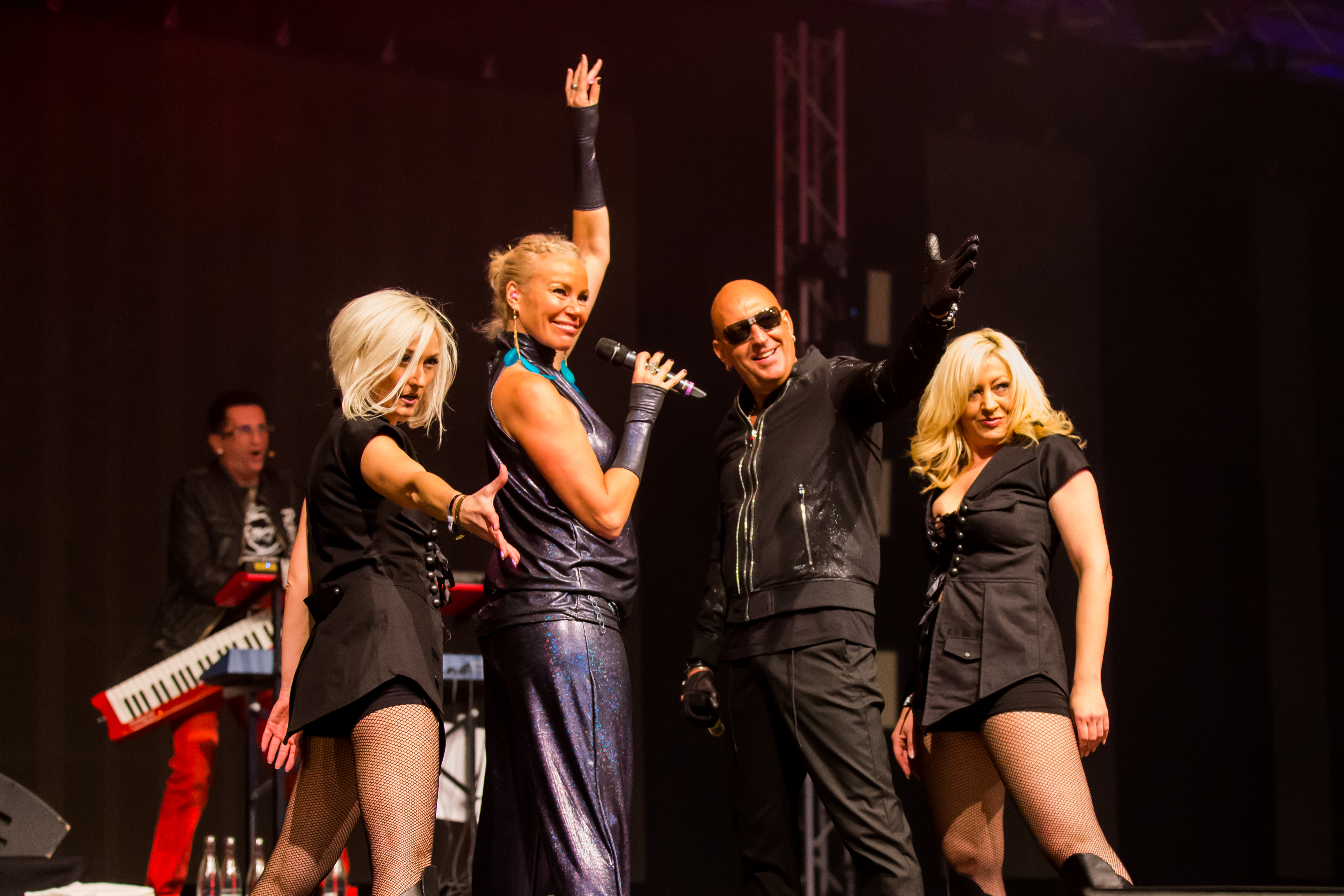

Masterboy es un grupo de música dance alemán que surgió en los años 90 por el DJ Tommy Schleh y el productor musical Enrico Zabler. Se conocieron en un club nocturno en Londres y decidieron formar el proyecto musical Masterboy, ya que su primer sencillo fue Shake up the dance en 1989. Los cantantes que participaron en el proyecto fueron Trixi Delgado (1993 - 1996 y 2002 - ...), Linda Rocco (1996-1999) y Annabell Krischak conocida como Anabel Kay (1999-2002).
Actualmente Masterboy se encuentran activos, presentándose en diferentes ciudades de Alemania y algunos otros países de Europa en una serie de conciertos junto a otros iconos de los 90's como vengaboys, Culture Beat, Fun Factory, entre otros, Eventos que han sido todo un éxito gracias a los reencuentros de agrupaciones y proyectos del Eurodance de los noventa que se han hecho muy populares desde 2014.

## Discografía
- Masterboy Family (1991)
- Feeling Alright (1993)
- Different Dreams (1994)
- Generation of Love (1995)
- Colours (1996)
- Best Of Masterboy (2000)
- Greatest Hits of the 90’s & Beyond (2005)

## Singles
- Dance To The Beat (1990)
- Shake It Up And Dance (1991)
- I Need Your Love (1991)
- Cause We Do It Again (1991)
- Keep On Dancing' (1992)
- Ride Like The Wind (2001)

### Con Trixi
- "O-Oh Noche Del Amor" (1992)
- "Fall in Trance" (1993)
- "Everybody Needs Somebody" (1993)
- "I Got to Give It Up" (1994)
- "Feel the Heat of the Night" (1994)
- "Is This the Love" (1994)
- "Different Dreams" (1995)
- "Megamix" (1995)
- "Generation of Love" (1995)
- "Anybody (Movin'on)" (1995)
- "Land of Dreaming" (1996)
- "I Need a Lover Tonight" (2002)
- "Feel the Heat of the Night 2003" (2003)
- "Are you ready (We love the 90s)" (2018)

### Con Linda Rocco
- Mister Feeling (1996)
- Children Of The Night (1996)
- Show Me Colours (1996)
- Just For You (1997)
- La Ola Hand In Hand (1997)
- Dancing Forever (1998)

### Con Anabel Kay
- Porque Te Vas (1999)
- I Like To Like It (2000)
- Feel The Heat 2000 (2000)